# Пигома
Пигома — река в России, протекает в Вожегодском районе Вологодской области. Устье реки находится в 234 км по левому берегу реки Кубена в посёлке Ючка. Длина реки составляет 41 км.
Пигома берёт исток на Верхневажской возвышенности в болоте Пигомское близ границы с Архангельской областью в 23 км к северо-востоку от посёлка Ючка. Река течёт на юго-запад по ненаселённому лесу, русло — крайне извилистое. Крупнейшие притоки — Пертеньга, Чёрная (правые); Долгая (левый). Впадает в Кубену в черте посёлка Ючка.

## Данные водного реестра
По данным государственного водного реестра России относится к Двинско-Печорскому бассейновому округу, водохозяйственный участок реки — озеро Кубенское и реки Сухона от истока до Кубенского гидроузла, речной подбассейн реки — Сухона. Речной бассейн реки — Северная Двина.
По данным геоинформационной системы водохозяйственного районирования территории РФ, подготовленной Федеральным агентством водных ресурсов:
- Код водного объекта в государственном водном реестре — 03020100112103000005436
- Код по гидрологической изученности (ГИ) — 103000543
- Код бассейна — 03.02.01.001
- Номер тома по ГИ — 03
- Выпуск по ГИ — 0